# Coniglio all'Antoine
Coniglio all'Antoine (French Rarebit) è un film del 1951 diretto da Robert McKimson. È un cortometraggio d'animazione della serie Merrie Melodies, uscito negli Stati Uniti il 30 giugno 1951. Il titolo originale è la parodia di un piatto gallese, il welsh rarebit.

## Trama
Bugs Bunny cade da un camion di carote e scopre di essere a Parigi. Si mette quindi a passeggiare per la città, ma i due cuochi rivali Louie e François lo vedono e decidono entrambi di cucinarlo come piatto speciale per i loro ristoranti. Bugs riesce temporaneamente a sfuggire ai due cuochi facendoli combattere tra loro, ma François ne esce presto vincitore e mette Bugs in pentola. Bugs inganna François facendogli credere di conoscere una ricetta per una "bordelaise di coniglio di palude della Louisiana à la Antoine". François insiste perché Bugs gli dia la ricetta, così Bugs traveste François da coniglio, lo intinge nel vino, lo mette in salamoia e lo riempie di ogni ingrediente piccante in cucina prima di infarinarlo e metterlo in una pentola di verdure. Louie entra in cucina per riprendersi Bugs e, vedendo la scena, chiede spiegazioni a François il quale gli parla della ricetta. Di conseguenza anche Louie chiede a Bugs di mostrargli la ricetta, così il coniglio lo sottopone allo stesso trattamento di François e mette in pentola anche lui, dopodiché mette la pentola in forno insieme a una carota con dentro un candelotto di dinamite. Dopo che la dinamite è esplosa, i due buffi chef, sopravvissuti all'esplosione, cantano allegramente Alouette e gridano "Vive Antoine!", mentre Bugs dice al pubblico di preferire un hamburger.

## Distribuzione

### Edizione italiana
Il corto arrivò in Italia direttamente in televisione negli anni ottanta. Il doppiaggio fu eseguito dalla Effe Elle Due e diretto da Franco Latini su dialoghi di Maria Pinto. Nel 2003 il corto fu ridoppiato per la televisione dalla Time Out Cin.ca, sotto la direzione di Massimo Giuliani su dialoghi di Susanna e Leonardo Piferi.

### Edizioni home video

#### VHS
America del Nord
- Looney Tunes: The Collector's Edition - Daffy Doodles (febbraio 2000)

#### Laserdisc
- Longitude & Looneytude (1994)

#### DVD
Il corto fu pubblicato in DVD-Video in America del Nord nel primo disco della raccolta Looney Tunes Golden Collection: Volume 2 (intitolato Bugs Bunny Masterpieces) distribuita il 2 novembre 2004; il DVD fu pubblicato in Italia il 16 marzo 2005 nella collana Looney Tunes Collection, col titolo Bugs Bunny: Volume 2. Fu poi incluso nel primo disco della raccolta DVD Looney Tunes Spotlight Collection Volume 8, uscita in America del Nord il 13 maggio 2014.